# Pygophora pallens
Pygophora pallens är en tvåvingeart som först beskrevs av Stein 1915.  Pygophora pallens ingår i släktet Pygophora och familjen husflugor. Inga underarter finns listade i Catalogue of Life.